# Beinn a’ Chreachain
Beinn a’ Chreachain – szczyt w paśmie Bridge of Orchy, w Grampianach Centralnych. Leży w Szkocji, na pograniczu hrabstw Argyll and Bute i Perth and Kinross. Najwyższy szczyt pasma Bridge of Orchy.